# 吕赖
吕赖（法語：Luray，法語發音：[lyʁɛ]）是法国厄尔-卢瓦省的一个市镇，属于德勒区。

## 地理
吕赖（48°43'16"N, 1°23'49"E）面积4.46 平方千米，位于法国中央-卢瓦尔河谷大区厄尔-卢瓦省，该省份为法国北部内陆省份，北起顺时针与厄尔省、伊夫林省、埃松省、卢瓦雷省、卢瓦-谢尔省、萨尔特省和奧恩省接壤。
与吕赖接壤的市镇（或旧市镇、城区）包括：韦尔努耶、埃克吕泽勒、德勒。

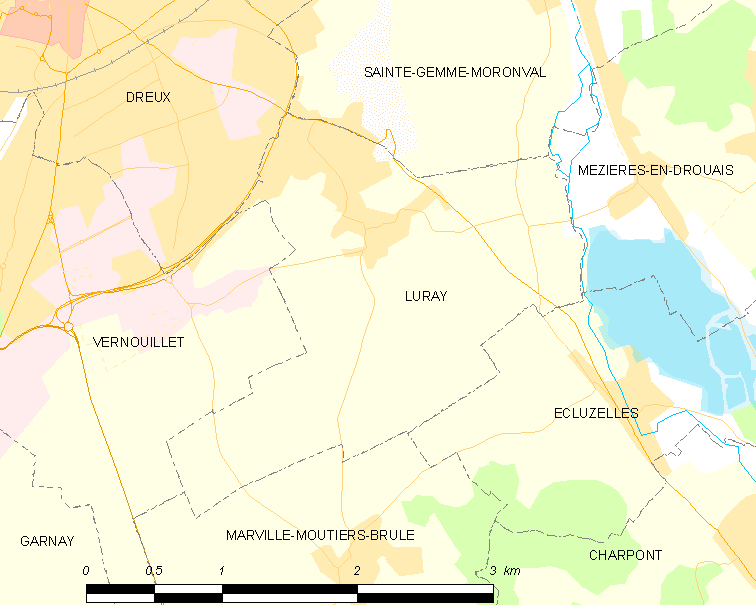
吕赖的OSM定位图

吕赖的时区为UTC+01:00、UTC+02:00（夏令时）。

## 行政
吕赖的邮政编码为28500，INSEE市镇编码为28223。

## 政治
吕赖所属的省级选区为德勒第二县。

## 人口

1962-2008年间吕赖人口变化图示

吕赖于2022年1月1日时的人口数量为1570人。